# Saarisjärvi
Saarisjärvi eller Saarisenjärvi är en sjö i Finland. Den ligger i kommunerna Vieremä och Kiuruvesi i landskapet Norra Savolax, i den centrala delen av landet, 400 km norr om huvudstaden Helsingfors. Saarisjärvi ligger 126,9 meter över havet. Den är 8,5 meter djup. Arean är 88,6 hektar och strandlinjen är 7,01 kilometer lång. Sjön  ingår i Vuoksens huvudavrinningsområde. 